# Mademoiselle Honorine Duboc
'Mademoiselle Honorine Duboc' est un cultivar de rosier obtenu en 1894 par le rosiériste rouennais Charles Duboc. Il doit son nom à la fille de l'obtenteur.

## Description
Cet hybride remontant montre de grandes fleurs rose vif doubles et bien pleines. Elles éclosent en forme de choux bien ronds et s'épanouissent en coupes délicatement ourlées (17-25 pétales). L'arbuste vigoureux possède un beau feuillage vert brun.
La floraison est très remontante. Sa zone de rusticité est de 6b à 9b, donc ce cultivar résiste à −20 °C. On peut admirer 'Mademoiselle Honorine Duboc' notamment à la roseraie des roses de Normandie et à l'Europa-Rosarium de Sangerhausen en Allemagne.
Cette variété est encore commercialisée dans quelques catalogues français, anglais ou italiens.